# Boismont (Somme)
 Boismont  es una comuna y población de Francia, en la región de Picardía, departamento de Somme, en el distrito de Abbeville y cantón de Saint-Valery-sur-Somme.
Su población en el censo de 2018 era de 418 habitantes.
Está integrada en la Communauté de communes Baie de Somme Sud.

## Demografía
| 538 | 511 | 509 | 526 | 551 | 497 | 465 | 441 | 418 |
| Para los censos de 1962 a 1999 la población legal corresponde a la población sin duplicidades (Fuente: INSEE [Consultar]) |     |     |     |     |     |     |     |     |